# Глоуб Арена
«Гло́уб Аре́на» (англ. Globe Arena) — домашний стадион футбольного клуба «Моркам», расположенный в городе Моркам графства Ланкашир в Англии. Стадион вмещает 6 476 человек. Эта арена заменила бывший стадион «Моркама» — «Кристи Парк». Арена названа в честь строительной компании, которая построила этот стадион — Globe Construction.

## История
Официально работы по расчистке деревьев на будущей территории стадиона начались 9 мая 2009 года, а земельно-выравниватильные работы в начале сентября 2009 года. К середине сентября была видна одна из первых трибун стадиона. В конце мая 2010 года поле было засеяно семенами травы.
Первоначально планировалось, что стадион будет готов к сезону 2009/2010, но задержки говорили о том, что стадион не будет готов даже к началу сезона 2010/2011.
Первый матч, который должны были отыграть на этом поле, должен был быть товарищеским и состоятся 28 июля 2010 года, это матч Моркама против Болтона. А официальное открытие Глоуб Арены планировалось на первый матч сезона в дерби против Престона, которое должно было состоятся 31 июля 2010 года. Но из-за задержек в строительстве дополнительной инфраструктуры было перенесено на 10 августа 2010 года на матч Кубка Лиги против Ковентри Сити. В этом матче Моркам одержал победу (2-0) причем два гола забил Энди Флеминг.
Первый матч в Лиге был сыгран с Ротеремом Юнайтед и завершился сухой ничьей. Первая победа на этом стадионе в Лиге была добыта в матче со Шрусбери Таун (1-0). Самая большая победа Моркама на этом стадионе была 6-0 в матче с Кроли Таун.
Рекорд посещаемости был установлен 28 августа 2013 года в мачте Кубка Лиги с Ньюкасл Юнайтед и составлял 5 375 человек.

## Трибуны

### Южная трибуна — Питер Макгинан
Трибуна назван в честь председателя клуба Питера Макгигана, для того чтобы отпраздновать его 10-летнее руководство клубом. Трибуна также может быть известна, как главная трибуна стадиона, ведь она является главным входом на стадион и проходит вдоль длины поля. Сама трибуна имеет три этажа. На первом этаже расположены — раздевалка, скорая помощь, тренажерный зал, офисные помещения, бар, клубный магазин, приемная и гостеприимный номер размером 387 кв. метра. На втором этаже расположены пять приватных боксов, каждый из которых рассчитан на 10 человек, зал спонсоров на 24 человека и зал директоров. Все они имеют частные заведения общественного питания и собственный вид на поле с высоты птичьего полета.

### Западная трибуна — Омега Холидэйс
Трибуна Omega Holidays названа в честь спонсора команды — Omega Holidays. Она вмещает 2234 домашних зрителя. Трибуна имеет бар и выходы общественного питания в задней части трибуны.

### Восточная трибуна — Бей Радио
Трибуна названа в честь местной радиостанции The Bay. Вмещает 1389 приезжих зрителей. Трибуна имеет бар и кафе.

### Северная трибуна — открытая терраса
Открытая терраса — это открытая стоящая трибуна. Она вмещает 606 зрителей. В конце трибуны находится блок сообщества. На трибуне также находится табло.